# Platypeza egregia
Platypeza egregia är en tvåvingeart som beskrevs av Snow 1894. Platypeza egregia ingår i släktet Platypeza och familjen svampflugor.
Artens utbredningsområde är New Mexico. Inga underarter finns listade i Catalogue of Life.